# Adrien Proust

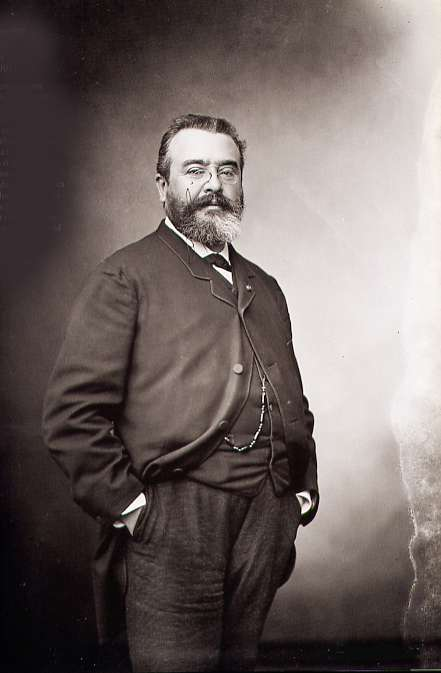
Adrien Proust, Porträt von Nadar.

Adrien Achille Proust, auch Achille-Adrien Proust (* 18. März 1834 in Illiers bei Chartres/Département Eure-et-Loir; † 26. November 1903 in Paris) war ein französischer Arzt, der sich als Epidemiologe mit der Erforschung von Lungenkrankheiten, bei der europaweiten Bekämpfung der Cholera, der Einführung hygienischer Lebensmittelkontrollen und mit einem Buch über Neurasthenie hervortat. Er war der Vater von Marcel Proust und Robert Proust.

## Leben und Werk
Proust ging in Chartres auf das Gymnasium und studierte anschließend Medizin in Paris. Schon kurz nach seiner Promotion 1862 mit einer Arbeit über den Pneumothorax wurde Proust 1863 Leiter des Pariser Charité-Krankenhauses. Nachdem er bei der Bekämpfung der Cholera großen persönlichen Einsatz gezeigt und sich für eine wirksame Vorbeugung eingesetzt hatte, reiste er 1869 im Regierungsauftrag in den Iran, um die Ausbreitungswege der Krankheit zu erforschen. 1870 wurde er dafür als Kommandeur der Ehrenlegion ausgezeichnet, im selben Jahr heiratete er Jeanne-Cléménce Weil, 1871 wurde Marcel Proust geboren. Er wurde Chefarzt des Hôtel-Dieu de Paris, Mitglied der Académie nationale de Médecine und war von 1874 bis zu seinem Tod Generalinspektor der französischen Gesundheitsbehörden. 1885 wurde er außerdem Professor für Hygiene an der Faculté de médecine de Paris.
Prousts Engagement bei mehreren internationalen Gesundheitskonferenzen führte zur Gründung des Office International d’Hygiène Publique (OIHP) 1907 in Paris, einer Vorläuferbehörde der Weltgesundheitsorganisation. Prousts Anliegen war dabei die Einrichtung eines Cordon sanitaire in der ursprünglichen Bedeutung des Worts, eines Seuchenschutzgürtels für Europa. So setzte er sich für zuverlässige Qualitätssiegel für zu importierendes Fleisch ein.
1897 veröffentlichte er mit einem Mitautor ein Buch über L’hygiène du neurasthénique („Die Behandlung des Neurasthenikers“), das europaweit zu einem Standardwerk wurde. Im Anschluss an den New Yorker George Miller Beard, der den Begriff Neurasthenie (Nervenschwäche) 1869 eingeführt und rasch populär gemacht hatte, lehnten Proust und Ballet die Vorstellung ab, es handle sich dabei um eine körperliche, vererbbare Krankheit – eine Anschauung, die nach Beards Veröffentlichungen in Frankreich noch einmal an Boden gewonnen hatte, z. B. in der Schule Jean-Martin Charcots. Obgleich sie der „neuropathischen Familie“ – in der die überfürsorgliche Mutter eine wichtige Rolle spielte – einige Bedeutung zusprachen, lag für sie die Hauptursache für das Auftreten dieser Erkrankung in den Belastungen des modernen Lebens. Sie sei „gleichmäßig verteilt unter den zivilisierten Völkern, bei denen der Daseinskampf eine unaufhörliche und übertriebene Exaltation der Funktionen des Nervensystems aufrecht erhalte.“ Sie sei zwar bei der geistig arbeitenden Bevölkerung stärker verbreitet als in einfachen Berufen, aber nicht auf die geistige Tätigkeit selbst zurückzuführen, sondern auf die dabei waltenden moralischen Zwänge, so dass sie auch leicht bei Personen vorkomme, die nur für ihre gesellschaftlichen Verpflichtungen leben. Die Patienten fielen durch eine Vielzahl von Symptomen auf, in die sie sich leidenschaftlich vertieften. Proust und Ballet empfahlen dem Arzt, sich die Beschreibungen dieser Symptome aufmerksam anzuhören und dem Patienten dann klarzumachen, dass er keine körperliche Erkrankung habe und deshalb völlig geheilt werden könne. Es wird vielfach angenommen, dass Prousts Darstellung der Neurasthenie sehr durch seinen Sohn Marcel inspiriert gewesen sei.

## Veröffentlichungen (Auswahl)
Adrien Prousts Publikationsliste umfasst 34 Titel über verschiedene Sachgebiete. Geforscht und geschrieben hat er außer über Gesundheitspflege, Seuchenprävention und verschiedene Nerven- und Berufskrankheiten über Aphasie, Lähmungen, Mangelkrankheiten, Tollwut und Tuberkulose.
- Des différentes formes de ramollissement du cerveau. 1862
- De l’aphasie. 1872
- La défense de l’Europe contre le choléra. 1873
- Essai sur l’hygiène internationale, ses applications contre la peste, la fièvre jaune et le choléra asiatique. Paris 1873
- Traité d’hygiène publique et privée. Paris 1877
- Le choléra. 1883
- (mit Gilbert Ballet): L’hygiène du neurasthénique, 1897. Engl. Übers. durch P. C. Smith: The Treatment of Neurasthenia. New York 1903